# La rivolta delle recluse
La rivolta delle recluse (Women's Prison) è un film del 1955, diretto da Lewis Seiler e prodotto da Bryan Foy per la Columbia. Pellicola di genere carcerario con un cast quasi tutto al femminile, ha come protagonista Ida Lupino.

## Trama
Helene Jensen, tutt'altro che una delinquente abituale, viene portata in prigione, in stato di shock. Dal trattamento riservatole fin dal primo giorno – ovvero l'imposizione di una camicia di forza e la reclusione in una cella di isolamento – si evince come Amelia van Zandt, direttrice del braccio femminile del carcere, sia a dir poco solo una fredda esecutrice dei regolamenti, priva di umana compassione e discernimento. O, in altri termini, sia – come Crane, il dottore dell'istituzione, non manca di dirle apertamente –, una pericolosa squilibrata inadatta a ricoprire il ruolo che riveste.
E la situazione peggiora quando Joan Burton, reclusa ormai da un paio d'anni, risulta essere incinta. Il reparto maschile del carcere si trova nello stesso edificio, e Glen – il marito di Joan – ivi detenuto, aveva trovato modo di insinuarsi nel braccio femminile. Il direttore generale dell'istituto penitenziario, Brock, temendo uno scandalo, minaccia di licenziare e rendere la vita difficile alla van Zandt, se non fosse stata in grado di rivelargli – in un lasso di dieci giorni – quale via Glen Burton avesse utilizzato per recarsi dalla moglie.
Amelia van Zandt, messa alle strette, interroga Joan, e la fa oggetto di maltrattamenti fisici che mettono in serio pericolo la sua vita e quella del nascituro. Ne scaturisce una rivolta carceraria: le detenute – mentre Joan Burton muore – si impadroniscono della van Zandt e vogliono ucciderla. Il dottor Crane le distoglie dal loro intento. La rivolta viene sedata. Amelia van Zandt dà ulteriori segni di squilibrio mentale, e le viene a sua volta applicata una camicia di forza.
Crane consiglia al direttore Brock di presentare le dimissioni, in attesa di una probabile grave accusa ventura di omicidio.

## Produzione
Il film, prodotto dalla Columbia Pictures Corporation, venne girato dal 2 al 21 agosto 1954.

## Distribuzione
Il copyright del film, richiesto dalla Columbia Pictures Corp., fu registrato il 1º gennaio 1955 con il numero.
Distribuito dalla Columbia, il film uscì nelle sale cinematografiche statunitensi nel febbraio 1955.